# Руководитель Администрации президента России
Руководитель Администрации президента Российской Федерации (АП РФ) — федеральный государственный гражданский служащий, выполняющий непосредственное руководство работой Администрации президента России, общее руководство которой выполняет президент Российской Федерации.

## Полномочия и права руководителя администрации президента России
(в соответствии с Положением об администрации президента Российской Федерации (далее — администрация), утверждённым Указом президента Российской Федерации от 6 апреля 2004 г. № 490)
- представляет администрацию в федеральных органах государственной власти, органах государственной власти субъектов Российской Федерации, органах местного самоуправления, а также в российских, международных и иностранных организациях;
- осуществляет общее руководство деятельностью начальников управлений администрации, руководителей иных самостоятельных подразделений администрации;
- распределяет обязанности между заместителями руководителя Администрации;
- координирует деятельность помощников и советников президента Российской Федерации и распределяет вопросы, относящиеся к их ведению;
- координирует деятельность полномочных представителей президента Российской Федерации в федеральных округах;
- по поручению президента Российской Федерации при реализации функций, возложенных на администрацию, вносит в Правительство Российской Федерации предложения о подготовке проектов федеральных законов, указов и распоряжений президента Российской Федерации, а также о принятии постановлений и распоряжений Правительства Российской Федерации;
- представляет президенту Российской Федерации на утверждение проекты положений об управлениях президента Российской Федерации, иных самостоятельных подразделениях администрации;
- представляет президенту Российской Федерации кандидатуры для назначения на должность и вносит президенту Российской Федерации предложения об освобождении от должности должностных лиц в соответствии с Положением об администрации;
- утверждает по представлению заместителей руководителя администрации и помощников президента Российской Федерации структуру и штатную численность управлений президента Российской Федерации, иных самостоятельных подразделений администрации, оперативное руководство которыми на них возложено и (или) которые они возглавляют;
- утверждает по представлению секретаря Совета Безопасности Российской Федерации структуру и штатную численность Аппарата Совета Безопасности Российской Федерации;
- утверждает по представлению полномочных представителей президента Российской Федерации в федеральных округах структуру и штатную численность их аппаратов;
- утверждает перечень сведений, подлежащих засекречиванию в администрации;
- назначает на должность и освобождает от должности в администрации руководителя своего секретариата и его заместителей, заместителей начальников и иных работников самостоятельных подразделений, заместителей полномочных представителей президента Российской Федерации в федеральных округах;
- определяет полномочия заместителей руководителя администрации по назначению на должность и освобождению от должности иных должностных лиц, их поощрению и применению к ним мер дисциплинарного взыскания;
- издает распоряжения по вопросам деятельности администрации, отнесенным к его компетенции;
- обеспечивает проведение аттестации работников администрации, присваивает квалификационные разряды работникам администрации, кроме тех работников, квалификационные разряды которым присваиваются президентом Российской Федерации;
- организует исполнение поручений президента Российской Федерации;
- запрашивает и получает необходимую информацию от федеральных органов государственной власти, органов государственной власти субъектов Российской Федерации, органов местного самоуправления, а также от организаций;
- организует подготовку и осуществляет представление в установленном порядке бюджетной заявки по вопросам обеспечения деятельности президента Российской Федерации, содержания администрации, содержания и обеспечения деятельности полномочных представителей президента Российской Федерации в федеральных округах и содержания их заместителей, а также содержания Уполномоченного Российской Федерации при Европейском Суде по правам человека;
- распоряжается бюджетными средствами в соответствии со сметой администрации;
- имеет право по поручению президента Российской Федерации вносить в смету администрации отдельные изменения, которые не должны приводить к превышению расходования средств, выделяемых из федерального бюджета на соответствующий год;
- имеет право поручить одному из заместителей руководителя администрации распоряжаться бюджетными средствами в соответствии со сметой администрации.

## Список руководителей Администрации президента России
После даты назначения или освобождения от должности стоит номер Указа президента Российской Федерации, которым произведено назначение или освобождение от должности.
| №  | Портрет                                                                                               | Руководитель      | Срок                                                 | Президент                                                                                                 |
| -- | --- | ----------------- | ---------------------------------------------------- | --- |
| 1  | | Юрий Петров       | 5 августа 1991 г., № 31 — 19 января 1993 г., № 95    | Борис Ельцин                                                                                              |
| 2  | | Сергей Филатов    | 19 января 1993 г., № 96 — 15 января 1996 г., № 47    | Борис Ельцин                                                                                              |
| 3  | | Николай Егоров    | 15 января 1996 г., № 48 — 15 июля 1996 г., № 1031    | Борис Ельцин                                                                                              |
| 4  | | Анатолий Чубайс   | 15 июля 1996 г., № 1032 — 7 марта 1997 г., № 190     | Борис Ельцин                                                                                              |
| 5  | | Валентин Юмашев   | 11 марта 1997 г., № 212 — 7 декабря 1998 г., № 1484  | Борис Ельцин                                                                                              |
| 6  | | Николай Бордюжа   | 7 декабря 1998 г., № 1485 — 19 марта 1999 г., № 371  | Борис Ельцин                                                                                              |
| 7  | | Александр Волошин | 19 марта 1999 г., № 372 — 31 декабря 1999 г., № 1760 | Борис Ельцин                                                                                              |
| 7  | 31 декабря 1999 г., № 1764 — 7 мая 2000 г., № 835; 27 мая 2000 г., № 965 — 30 октября 2003 г., № 1275 | Александр Волошин | Владимир Путин                                       | |
| 8  | | Дмитрий Медведев  | Владимир Путин                                       | 30 октября 2003 г., № 1276 — 25 марта 2004 г., № 402; 26 марта 2004 г., № 403 — 14 ноября 2005 г., № 1320 |
| 9  | | Сергей Собянин    | Владимир Путин                                       | 14 ноября 2005 г., № 1323 — 7 мая 2008 г.                                                                 |
| 10 | | Сергей Нарышкин   | 12 мая 2008 г., № 751 — 20 декабря 2011 г., № 1663   | Дмитрий Медведев                                                                                          |
| 11 | | Сергей Иванов     | 22 декабря 2011 г., № 1672; — 7 мая 2012 г.          | Дмитрий Медведев                                                                                          |
| 11 | 8 мая 2012 — 21 мая 2012 г., № 669 — 12 августа 2016 г., № 404                                        | Сергей Иванов     | Владимир Путин                                       | |
| 12 | | Антон Вайно       | Владимир Путин                                       | 12 августа 2016 г., № 406                                                                                 |